# Vair (heraldiek)
Met vair wordt in de heraldiek een pelswerk aangeduid, een heraldische kleur die een regelmatige verdeling is van twee tinten. Vair wordt met verschillende tinten gebruikt en er bestaan verscheidene varianten van die elk een eigen naam hebben. De pels waarop dit pelswerk teruggaat is een eekhoornsoort met een grijzig blauwe pels met een witte buik.

## Kleuren
Het pelswerk vair kan met verschillende tinten worden gebruikt, maar alleen lazuur (blauw) op zilver wordt zonder meer aangeduid als vair. Alle andere schakeringen worden omschreven als vair van waarbij vervolgens eerst het metaal wordt genoemd en dan de kleur.

## Varianten
De vorm van het vair laat meer variaties toe dan die van het hermelijn. Veel van die variaties hebben een eigen naam gekregen. Zo zijn onder andere apart gedefinieerd:

Omgekeerd vair
Tegenvair
Paalvair
Puntvair

Heel oude afbeeldingen geven het vair weer zonder rechte kanten en hoeken. Dit levert een soort golflijn op, maar dan met heel diepe dalen en hoge toppen. Indien deze stijl opzettelijk wordt gebruikt, wordt dat aangeduid met gegolfd vair. Sommige illustratoren interpreteren dit echter als puntvair, wat enige verwarring schept. Een andere variant is het zgn. krukkenvair, analoog aan het krukkenkruis. Ook hierop zijn diverse varianten mogelijk.

Gegolfd vair
Krukkenvair

## Voorbeelden van pelswerk in de heraldiek

Het met eekhoornbont beklede wapenschild van heer van Berlemont vertoont "zes banden van vair en keel".
Het wapen van IJzendijke, het enige Nederlandse wapen dat geheel uit een kleur, metaal of vair bestaat.
Het waterschapswapen van De Vecht, met krukkenvair.
Het wapen van Belfast, de hoofdstad van Noord-Ierland, heeft een punt van vair.

## Vair in de volkscultuur
De "glazen muiltjes" van Assepoester waren van vair. In het Frans klinken 'vair' en 'verre' (glas) hetzelfde, waardoor een begripsverwarring heeft kunnen optreden.
Het spreekt vanzelf dat glas ongeschikt is om dansschoentjes van te maken.